# Первый дивизион Нидерландов по футболу
Первый дивизион Нидерландов по футболу (нидерл. Eerste Divisie) — футбольная лига Нидерландов, вторая по силе в системе футбольных лиг страны. Разыгрывается с 1956 года. Победитель, а также серебряный призёр получают право играть в следующем сезоне в Высшем нидерландском дивизионе.

## Схема
С сезона 2010/11 и введением Топклассе в турнире участвовало 18 клубов, включая дублирующие (молодежные) клубы из Эредивизи. В сезоне 2013/14 дивизион расширили до 20 команд. А в сезоне 2015/16 количество участников вновь сократилось до 19 из-за отказа от участия в соревнованиях дубля клуба «Твенте».
Сезонная схема турнира: «осень-весна». Сначала проводится основной турнир, где команды играют между собой в два круга (дома и в гостях). Начиная с сезона 2016/2017 команда-победитель и серебряный призёр напрямую поднимаются классом выше, заменяя двух аутсайдеров Высшего дивизиона. Для определения оставшейся путёвки проводится отдельный турнир. В нём участвуют шесть команд. Повышения в классе не могут получить команды, чьи главные команды уже играют в Эредивизи – таких команд в турнире четыре: «Йонг Аякс» (победитель сезона 2017/18), «Йонг ПСВ», «Йонг АЗ» и «Йонг Утрехт».
До сезона 2016/17 первые четыре клуба определялись следующим путём:
- Команда, имеющая лучшие показатели за первые 8 туров
- Команда, имеющая лучшие показатели с 9 по 16 тур
- Команда, имеющая лучшие показатели с 17 по 24 тур
- Команда, имеющая лучшие показатели с 25 по 32 тур

Если какая-то команда имела лучшие показатели за разные периоды, то к турниру допускался клуб, имеющий вторые показатели и не квалифицированный ранее. Остальные четыре места занимают те участники турнира, которые имели лучшие показатели из ранее не квалифицированных.
Получившиеся восемь клубов играли турнир по нокаут-системе. Две лучшие команды дополнительного турнира играли стыковые матчи с клубами Высшего дивизиона, которые заняли по итогам сезона 16 и 17 место.
Команды, показавшие худшие результаты, лишаются профессионального статуса и отправляются в любительские лиги.

## Чемпионы и призёры
| Сезон     | Чемпион              | Второе место            |
| --------- | -------------------- | ----------------------- |
| 1956/1957 | АДО / Блау-Вит       | Алкмар’54 / Стормвогелс |
| 1957/1958 | Виллем II / ХСХ      | ДФК / Стормвогелс       |
| 1958/1959 | Волендам / Ситтардия | Леуварден / Стормвогелс |
| 1959/1960 | ГВАВ / Алкмар’54     | Витесс / ДФК            |
| 1960/1961 | Волендам / Блау-Вит  | Волевейккерс / ДХК      |
| 1961/1962 | Фортуна / Хераклес   | Эксельсиор / ДХК        |
| 1962/1963 | ДВС                  | Гоу Эхед                |
| 1963/1964 | Ситтардия            | Телстар                 |
| 1964/1965 | Виллем II            | Элинвейк                |
| 1965/1966 | Ситтардия            | Ксерксес                |
| 1966/1967 | Волендам             | НЕК                     |
| 1967/1968 | Холланд Спорт        | АЗ’67                   |
| 1968/1969 | СВВ                  | Харлем                  |
| 1969/1970 | Волендам             | Эксельсиор              |
| 1970/1971 | Ден Бос              | ГВАВ                    |
| 1971/1972 | Харлем               | АЗ’67                   |
| 1972/1973 | Рода                 | ПЕК Зволле              |
| 1973/1974 | Эксельсиор           | Витесс                  |
| 1974/1975 | НЕК                  | Гронинген               |
| 1975/1976 | Харлем               | ВВВ                     |
| 1976/1977 | Витесс               | ПЕК Зволле              |
| 1977/1978 | ПЕК Зволле           | МВВ                     |
| 1978/1979 | Эксельсиор           | Гронинген               |
| 1979/1980 | Гронинген            | Волендам                |
| 1980/1981 | Харлем               | Херенвен                |
| 1981/1982 | Хелмонд Спорт        | Фортуна Ситтард         |
| 1982/1983 | ДС’79                | Волендам                |
| 1983/1984 | МВВ                  | Твенте                  |
| 1984/1985 | СК Хераклес          | ВВВ                     |
| 1985/1986 | Ден Хаг              | ПЕК Зволле              |
| 1986/1987 | Волендам             | Виллем II               |
| 1987/1988 | РКК Валвейк          | СК Вендам               |
| 1988/1989 | Витесс               | Ден Хаг                 |
| 1989/1990 | СВВ                  | НАК Бреда               |
| 1990/1991 | Де Графсхап          | НАК Бреда               |
| 1991/1992 | Камбюр Леуварден     | БВВ Ден Бос             |
| 1992/1993 | ВВВ-Венло            | Херенвен                |
| 1993/1994 | Дордрехт’90          | НЕК                     |
| 1994/1995 | Фортуна Ситтард      | Де Графсхап             |
| 1995/1996 | АЗ                   | Эммен                   |
| 1996/1997 | МВВ                  | Камбюр Леуварден        |
| 1997/1998 | АЗ                   | Камбюр Леуварден        |
| 1998/1999 | Ден Бос              | Гронинген               |
| 1999/2000 | НАК Бреда            | Зволле                  |
| 2000/2001 | Ден Бос              | Эксельсиор              |
| 2001/2002 | Зволле               | Эксельсиор              |
| 2002/2003 | АДО Ден Хааг         | Эммен                   |
| 2003/2004 | Ден Бос              | Эксельсиор              |
| 2004/2005 | Хераклес Алмело      | Спарта Роттердам        |
| 2005/2006 | Эксельсиор           | ВВВ-Венло               |
| 2006/2007 | Де Графсхап          | ВВВ-Венло               |
| 2007/2008 | Волендам             | РКК Валвейк             |
| 2008/2009 | ВВВ-Венло            | РКК Валвейк             |
| 2009/2010 | Де Графсхап          | Камбюр Леуварден        |
| 2010/2011 | РКС Валвейк          | Зволле                  |
| 2011/2012 | Зволле               | Спарта Роттердам        |
| 2012/2013 | Камбюр Леуварден     | Волендам                |
| 2013/2014 | Виллем II            | Дордрехт                |
| 2014/2015 | НЕК                  | Эйндховен               |
| 2015/2016 | Спарта Роттердам     | ВВВ-Венло               |
| 2016/2017 | ВВВ-Венло            | Йонг Аякс               |
| 2017/2018 | Йонг Аякс            | Фортуна Ситтард         |
| 2018/2019 | Твенте               | Спарта                  |
| 2019/2020 | Камбюр               | Де Графсхап             |
| 2020/2021 | Камбюр               | Гоу Эхед Иглз           |
| 2021/2022 | Эммен                | Волендам                |
| 2022/2023 | Хераклес             | ПЕК Зволле              |
| 2023/2024 | Виллем II            | Гронинген               |